# Phare de Taska
Le phare de Taska est un feu d'Islande. Il est situé à l'est de Hellissandur, dans la région de Vesturland.